# Дедюхин, Михаил Трофимович
Михаил Трофимович Дедюхин (1946—2011) — советский и российский контрразведчик, бывший руководитель Управления контрразведывательного обеспечения стратегических объектов департамента экономической безопасности Федеральной службы безопасности, генерал-лейтенант ФСБ.

## Биография

### Ранние годы
Родился 14 марта 1946 года в Москве.
После окончания в 1964 году Московского авиационного моторостроительного техникума, по 1971 год работал техником, затем инженером различных предприятий Министерства среднего машиностроения СССР. Без отрыва от работы окончил вечернее отделение Московского авиационного института по специальности «инженер-механик по авиационным двигателям». Продолжил обучение[прояснить] в Высшей школа КГБ СССР им. Ф. Э. Дзержинского (август 1971 — сентябрь 1973, ныне Академия Федеральной службы безопасности России).

### Карьера в КГБ
По завершении обучения служил на различных должностях в КГБ СССР, МБ и ФСБ России. Принимал участие в мероприятиях в рамках международного сотрудничества со спецслужбами иностранных государств, неоднократно выезжал в служебные загранкомандировки, в частности выступал в ФБР США по проблемам незаконного распространения ядерных материалов.

### В отставке
Службу в органах безопасности окончил[прояснить] в 2001 году в звании генерал-лейтенанта на должности начальника Управления − заместителя руководителя Департамента экономической безопасности ФСБ РФ. С апреля 2001 по октябрь 2004 года работал советником генерального директора ЗАО «Группа Химпроминдустрия», с октября 2004 года в течение почти семи лет — вице-президент ЗАО «Атомстройэкспорт». Являлся членом Общественного совета при ФСБ России.

## Отзывы
«О Михаиле Трофимовиче можно говорить долго, настолько это была яркая личность — и как профессионал, и просто как человек. Контрразведывательные мероприятия, проведенные под его руководством и при его личном участии, вошли в „золотой фонд“ наших органов безопасности», — сказал генерал-лейтенант запаса ФСБ Александр Измоденов.

## Награды
Имел государственные и ведомственные награды. За разоблачение в 1985 году Адольфа Толкачёва — сотрудника НИИ радиостроения Минрадиопрома СССР, передававшего американской разведке секреты радиоэлектронного оснащения советских военных самолётов, удостоился высшей награды КГБ СССР — знака «Почетный сотрудник госбезопасности».